# Ione (Nevada)
Ione es un área no incorporada ubicada en el condado de Nye en el estado estadounidense de Nevada.

## Geografía
Ione se encuentra ubicado en las coordenadas 38°56′54″N 117°35′15″O / 38.94833, -117.58750.